# John Howard Dalton
John Howard Dalton (New Orleans, 13 dicembre 1941) è un politico statunitense.

## Biografia
Fu il ventiduesimo segretario della marina statunitense (United States Department of Defense) sotto il presidente degli Stati Uniti d'America Bill Clinton.
Dopo aver studiato alla Louisiana State University (università di stato della Louisiana) ha prestato servizio nella marina. Durante gli anni in marina è diventato prima  tenente e poi capitano di corvetta. Fra gli altri incarichi è stato presidente del Government National Mortgage Association.